# Какого рожна хочется?
«Какого рожна хочется?» — советский рисованный мультфильм, созданный режиссёром Давидом Черкасским на студии «Киевнаучфильм» в 1975 году.

## Сюжет
Давным-давно жили в центре картины Маша и Миша, которые олицетворяют обеспеченную семейную пару, не нуждающуюся ни в чём. Маша вместе со своим супругом всегда отмечала современные модные тенденции, квартиру героев украшают элитные предметы быта, которые тяжело достать обычному жителю страны. Так, случайный визит пары Пахомовых к Мише и Маше, закончившийся как бы вскользь обронённой фразой о «немодной» мебели хозяев, заставляет последних переворачивать город вверх дном, лишь бы «не терять лицо». Миша и Маша сделали свою квартиру по-новому - у них была печь с завалинкой. Сидя на завалинке, Маша узнаёт о новых успехах Пахомовых и затевает невозможное — даёт наказ мужу в лучших традициях сказки «Двенадцать месяцев»: пойти и найти рожон. Мало кому известно, что это не «писк моды», а заострённый кол, с которым когда-то ходили на медведя. Но раз захотелось рожна, то деваться некуда — лишь бы заткнуть Пахомовых за пояс…

## Создатели
- Автор сценария: Марк Розовский
- Режиссёр: Давид Черкасский
- Художник-постановщик: Николай Кошкин[1]
- Композитор: Леонид Вербицкий
- Оператор: Анатолий Гаврилов
- Звукооператор: Израиль Мойжес
- Художники-мультипликаторы: Наталья Марченкова, Давид Черкасский
- Ассистенты: Р. Лумельская, Т. Звездочкина, Я. Селезнева, С. Муратова, И. Сергеева
- Редактор: Владимир Гайдай
- Директор картины: Иван Мазепа

## Роли озвучивали
- Зоя Пыльнова — Маша
- Лидия Яремчук — Пахомова
- Мальвина Швидлер — Бабушка
- Вениамин Смехов — Миша
- Виталий Шаповалов — Ведущий по футболу
- Феликс Антипов — Фраза Пахомова
- Евгений Паперный — Мещанин Пахомов
- Анатолий Худолеев — Фраза Пахомова
- Иван Бортник — Миша

## Награды
1. XIII Международный фестиваль кино в Кракове (1976) — почётный диплом и приз «Фипресси».
2. ВКФ в Киеве (1976) — приз «За лучший мультипликационный фильм».